# Administration internationale de territoires
L'administration internationale de territoires est une pratique du droit international public qui permet à une organisation supranationale comme l'Organisation des Nations unies d'administrer provisoirement un territoire en vacance d'une autorité légitime sur ce territoire.

## Histoire
L'administration internationale de territoires ne date pas de la création de l'Organisation des Nations unies. Elle existe déjà, par exemple, sous la Société des Nations. L'article 24 du Pacte de la Société des Nations prévoit ainsi un système d'administration de territoires par un pays, au nom de la communauté internationale. Le pays qui administre un territoire sans État n'en devient donc pas le souverain, et ce dispositif assure la possibilité de la création d'un État autonome à terme.
Le droit des peuples à disposer d'eux-mêmes, qui émerge en droit international sous la Société des Nations, mais qui connaît son développement après la Seconde Guerre mondiale, conduit à progressivement discréditer les administrations internationales de territoires, contribuant à leur recul. 
Une administration internationale de territoires est mise en place à quelques reprises dans les années 1990. C'est par exemple le cas pour le Kosovo, ainsi que pour le nouveau Timor oriental. L'administration s'est aussi exercée de manière partielle dans le cas de la Bosnie-Herzégovine.

## Concept
L'Organisation des Nations unies peut être amenée à exercer sur un territoire un pouvoir d'administration par son organe le Conseil de tutelle des Nations unies.
Deux types d'administration sont possibles. Il peut s'agir ou bien d'une coadministration, dans le cas où demeure une autorité, ou bien une administration pleine et entière.
La mise en place d'une administration d'un territoire requiert une résolution du Conseil de sécurité des Nations unies. Ce fut par exemple le cas pour l'administration du Kosovo à travers la résolution 1244 du Conseil de sécurité des Nations unies.